# David Hoffmann (Bodybuilder)

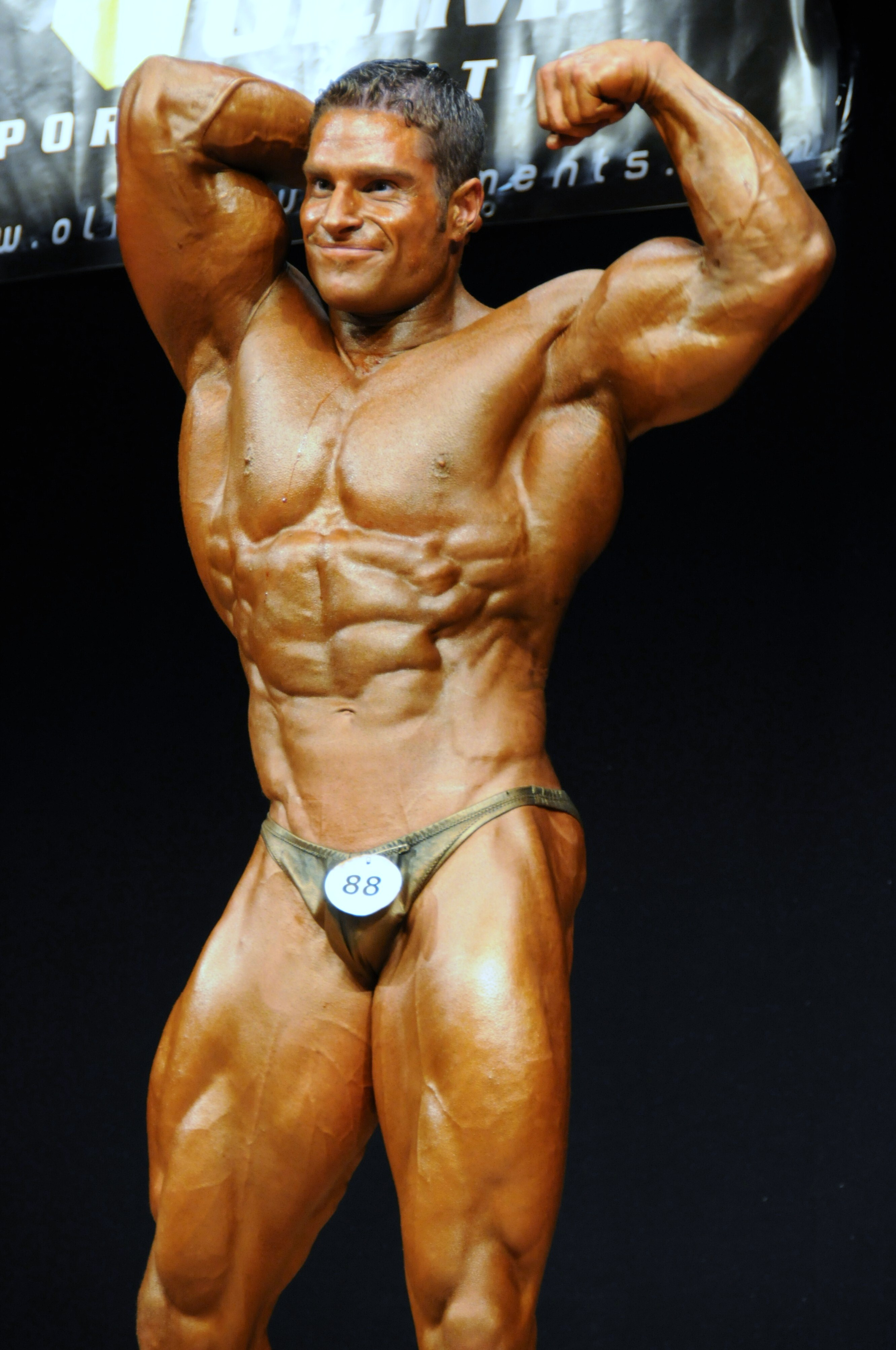
David Hoffmann, 2007

David Hoffmann (* 26. Februar 1980 in Kirchheimbolanden; Pseudonym: The Hoff) ist ein deutscher Bodybuilder.

## Leben
Hoffmann wurde als erster von drei Söhnen einer Psychologin und eines Lehrers geboren. Nach ersten sportlichen Aktivitäten im Judo kam er im Jahr 1995 zum Bodybuilding. Ein Jahr trainierte er im selbst eingerichteten Heimstudio, anschließend begann er das Training in einem öffentlichen Fitnessstudio. Sein Bühnendebüt gab er im Jahr 2000 mit dem Sieg in der Juniorenklasse bei der NRW-Meisterschaft in Duisburg. Der Gesamtsieg bei den Deutschen Meisterschaften des DBFV im Jahr 2008 war ein weiterer Meilenstein in seiner sportlichen Karriere. Seit 2008 vertritt er das deutsche Amateur-Bodybuilding erfolgreich bei internationalen Meisterschaften. 2015 gelang ihm der Gesamtsieg bei dem Amateur Olympia in Málaga. Durch diesen Sieg erhielt Hoffmann eine Pro-Card.
Er ist Diplom-Betriebswirt (FH) und war Mitinhaber eines Vertriebs von Nahrungsergänzungen und Fitnesszubehör. Zurzeit betreibt er ein Sportstudio in Weißenthurm.

## Erfolge
- 2000 Sieger Junioren NRW-Meisterschaft (Schwergewicht und Gesamtsieg)
- 2000 Sieger Junioren Hessen- und RLP-Meisterschaft (Schwergewicht und Gesamtsieg)
- 2000 Deutscher Vize-Meister Junioren (Schwergewicht)
- 2004 Sieger Hessen- und RLP-Meisterschaft (Männerklasse IV)
- 2004 4. Platz Deutsche Meisterschaft (Männerklasse IV)
- 2006 Sieger Hessen- und RLP-Meisterschaft (Männerklasse V)
- 2008 Sieger Heavyweight Pokal
- 2008 Sieger Hessen- und RLP-Meisterschaft (Männerklasse V)
- 2008 Sieger Deutsche Meisterschaft (Männerklasse V und Gesamtsieg)[2]
- 2008 2. Platz Body Xtreme Invitational
- 2008 Sieger WM-Qualifikation
- 2008 4. Platz IFBB Weltmeisterschaft (Superschwergewicht)[3]
- 2009 Sieger WM-Qualifikation
- 2009 4. Platz IFBB Weltmeisterschaft (Superschwergewicht)[4]
- 2011 3. Platz Arnold Schwarzenegger Classic Amateur (Superschwergewicht)
- 2011 3. Platz Mr. Olympia Amateur (Superschwergewicht)[5]
- 2013 Sieger Deutsche Meisterschaft (Männerklasse V)[6]
- 2014 Sieger Deutsche Meisterschaft (Männerklasse V)[7]
- 2015 Sieger Mr. Olympia Amateur (Superschwergewicht und Gesamtsieg)[8]
- 2018 3. Platz New York Pro (Classic Physique)
- 2018 Sieger San Marino Pro (Classic Physique)[9]
- 2018 Sieger Veronica Gallego Classic (Classic Physique)[10]
- 2018 11. Platz Mr Olympia Classic Physique
- 2018 Sieger Dennis James Classic Germany
- 2019 11. Platz Mr Olympia Classic Physique
- 2019 3. Platz Yamamoto Cup, Padua Classic Physique[11]
- 2019 Sieger Dennis James Classic Germany
- 2020 12. Platz Mr Olympia Classic Physique[12]